# Teucrium chamaedrys
La zamarrilla de los muros (Teucrium chamaedrys L. 1753) es una especie de planta del género Teucrium en la familia Lamiaceae, con uso medicinal y ornamental. También denominado popularmente camaedrio, camedrio, carmesio, carrasquilla, encinilla, germandrina o  hierba del carmesio.

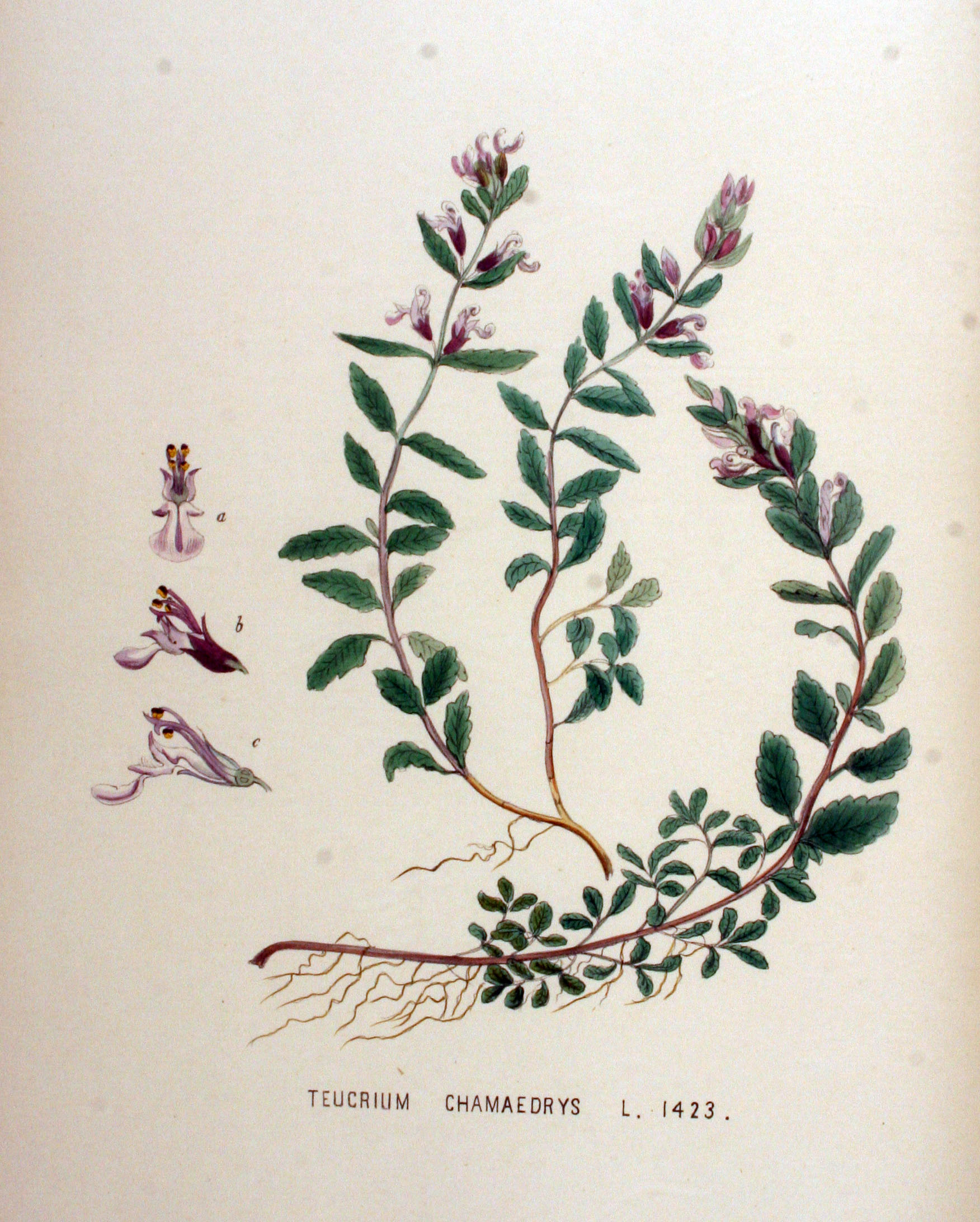
Ilustración

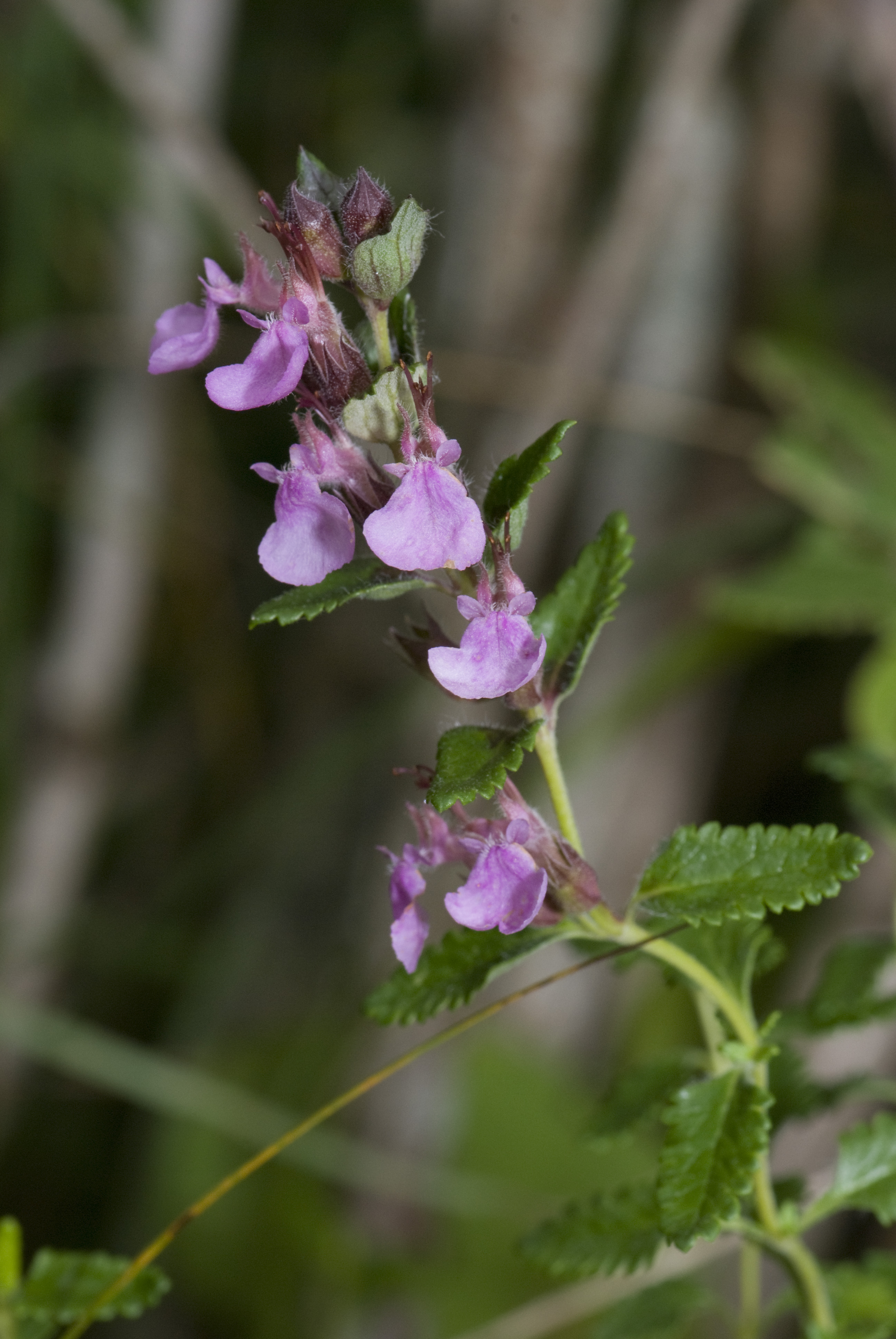
Inflorescencia

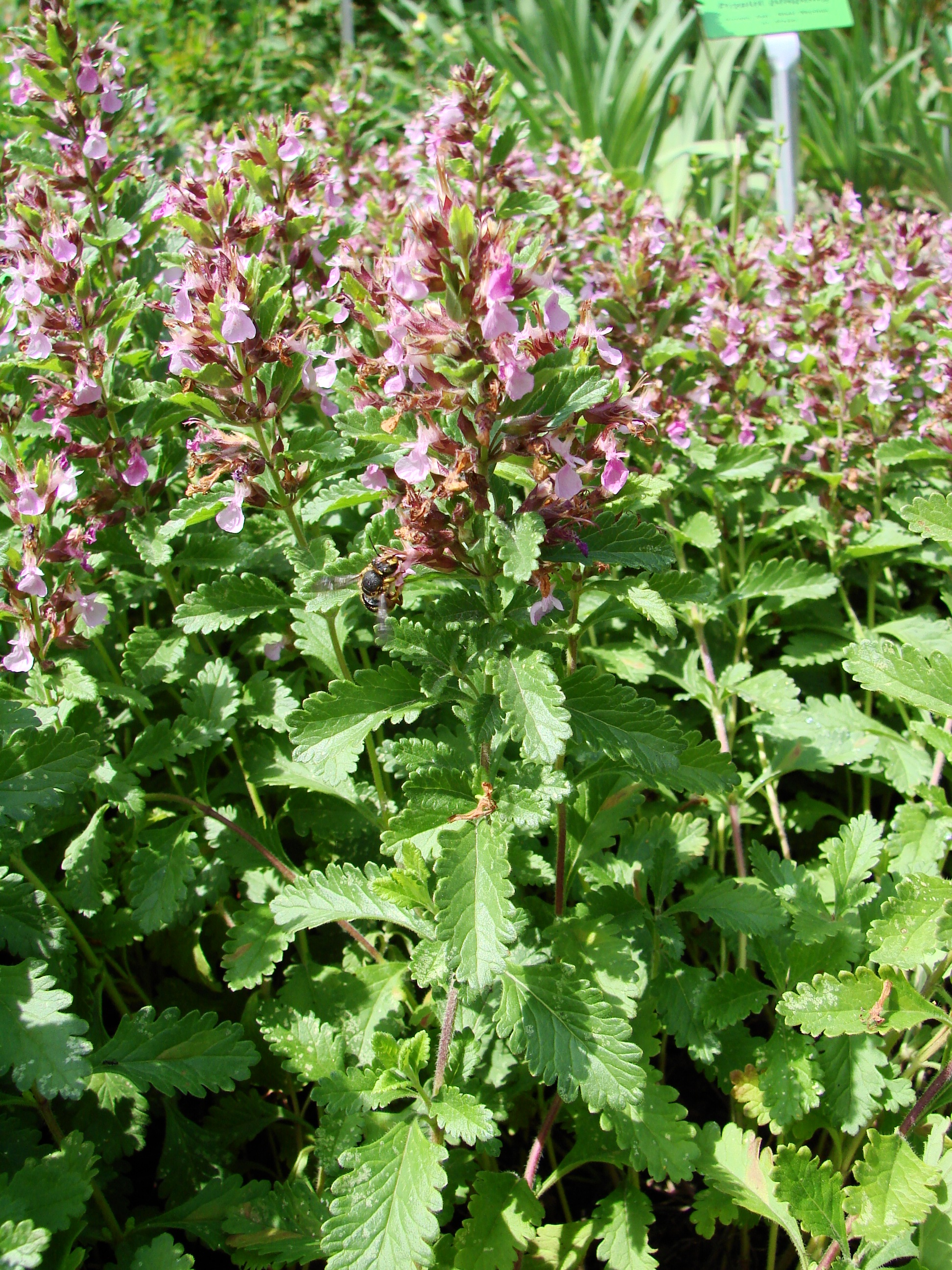
Vista de la planta

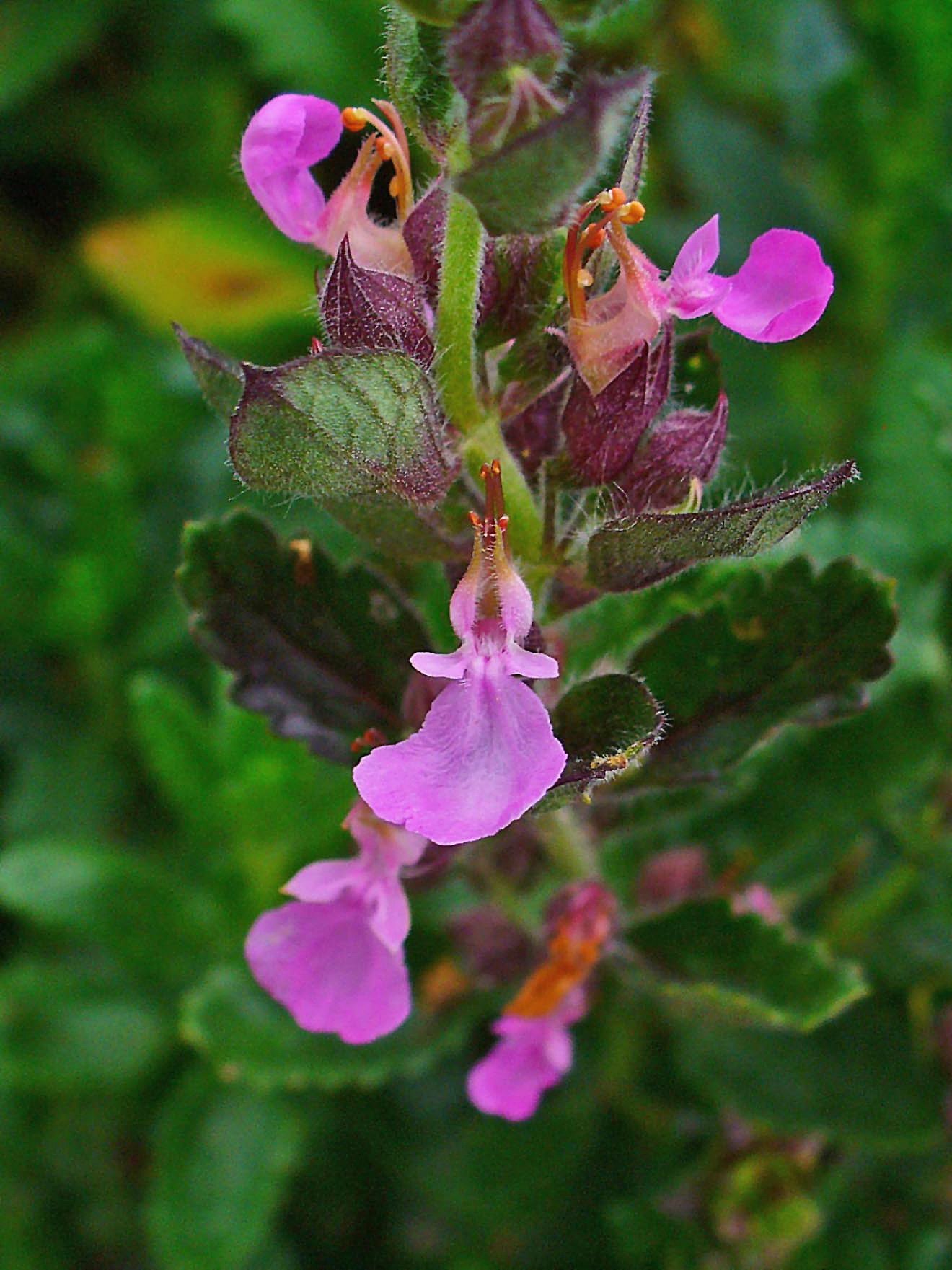
Detalle de la flor

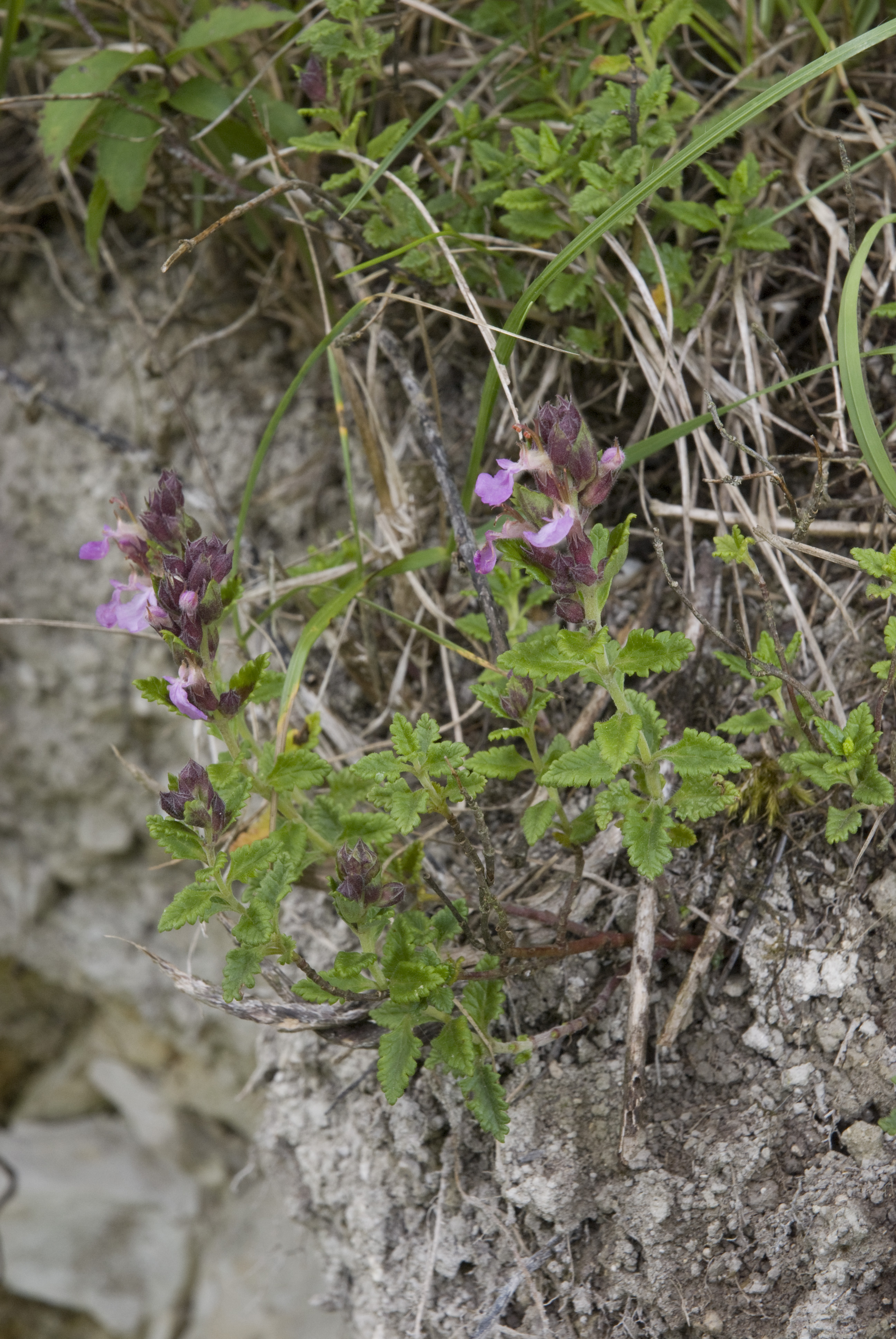
En su hábitat

## Localización y hábitat
Planta nativa del sur de Europa, la cuenca mediterránea y el Cáucaso. Se encuentra naturalizada en el Reino Unido.
Se encuentra en terrenos bien drenados y soleados. Aguanta bien periodos de sequía.

## Descripción
Planta de hojas anchas siempre verdes que alcanza los 30 cm de altura. Cuando se frotan sus hojas impregan con un fuerte olor que recuerda al ajo.
Sus flores son labiadas de color rosa lavanda o rosado púrpura. Florecen de mayo a julio. Las semillas maduran de agosto a septiembre.
Se cultiva como planta ornamental formando matojos compactos.
Teucrium chamaedrys es la planta huésped para el Orobanche teucrii.

## Usos
La planta se utiliza extensamente en la fabricación de bebidas alcohólicas con una base amarga, que tienen cualidades digestivas o para promover el apetito.

### Propiedades medicinales
Antiinflamatorio, Antirreumático, Aromático, Astringente, Amargo, Carminativo, Diaforético, Digestivo, Diurético, Estimulante y Tónico.
Esta planta es un específico para el tratamiento de la gota. También se utiliza por sus características diuréticas y como un tratamiento para los estómagos débiles y carencia de apetito.
También se ha tomado como una ayuda en las pérdidas de peso y es un ingrediente común en los vinos tónicos. Se aconseja una cierta precaución al usar esta planta internamente, ya que puede causar daño en el hígado. 
La hierba entera en uso externo es antiinflamatoria y antirreumática, y se puede utilizar como emplastos para estas dolencias. 
Se cosecha en el verano y puede ser secada para un uso posterior. 

## Taxonomía
Teucrium chamaedrys fue descrita por Carlos Linneo y publicado en Species Plantarum 2: 565. 1753.
Etimología
Teucrium: nombre genérico que deriva del Griego τεύχριον, y luego el Latín teucri, -ae y teucrion, -ii, usado por Plinio el Viejo en Historia naturalis, 26, 35 y  24, 130, para designar el género Teucrium, pero también el Asplenium ceterach, que es un helecho (25, 45). Hay otras interpretaciones que derivan el nombre de Teucri, -ia, -ium, de los troyanos, pues Teucro era hijo del río Escamandro y la ninfa Idaia, y fue el antepasado legendario de los troyanos, por lo que estos últimos a menudo son llamados teucrios. Pero también Teucrium podría referirse a Teûkros, en latín Teucri, o sea Teucro, hijo de Telamón y Hesione y medio-hermano de Ajax, y que lucharon contra Troya durante la guerra del mismo nombre, durante la cual descubrió la planta en el mismo período en que Aquiles, según la leyenda, descubrió la Achillea.
chamaedrys: epíteto griego que significa "roble enano".
Sinonimia
Teucrium chamaedrys. desde Europa hasta Irán.
- Teucrium veronicifolium Salisb., Prodr. Stirp. Chap. Allerton: 76 (1796), nom. illeg.

subsp. albarracinii (Pau) Rech.f., Bot. Arch. 42: 385 (1941). De Francia y España.
- Teucrium albarracinii Pau, Not. Bot. Fl. Españ. 1: 19 (1887).

subsp. algeriense Rech.f., Bot. Arch. 42: 364 (1941). De Argelia.
subsp. chamaedrys. desde Europa hasta Irán.
- Teucrium multiflorum L., Sp. Pl.: 564 (1753).
- Teucrium officinale Lam., Fl. Franç. 2: 414 (1779).
- Chamaedrys officinalis (Lam.) Moench, Methodus: 383 (1794).
- Teucrium pseudochamaedrys Wender., Flora 9: 358 (1826).
- Teucrium chamaedrys var. albiflorum Bellynck, Fl. Namur.: 208 (1855).
- Monochilon rubellus Dulac, Fl. Hautes-Pyrénées: 406 (1867).
- Teucrium chamaedrys f. albiflorum Sigunov, Glasn. Prir. Mus. u Beogradu, Ser. B, Biol. Nauke 34: 87 (1979), nom. illeg.

subsp. germanicum (F.Herm.) Rech.f., Bot. Arch. 42: 379 (1941). Del centro de Europa
- Teucrium chamaedrys f. germanicum  F.Herm., Verh. Bot. Vereins Prov. Brandenburg 63: 48 (1922)

subsp. gracile (Batt.) Rech.f., Bot. Arch. 42: 389 (1941). Marruecos.
- Teucrium chamaedrys var. gracile  Batt., Bull. Soc. Hist. Nat. Afrique N. 12: 10 (1921).
- Teucrium chamaedrys subsp. maroccanum Rech.f., Bot. Arch. 42: 387 (1941).

subsp. lydium O.Schwarz, Repert. Spec. Nov. Regni Veg. 36: 132 (1934). de Grecia y Turquía.
var. multinodum Bordz., Mat. Fl. Kauk. 4(3): 57 (1916). Transcaucasia.
- Teucrium multinodum (Bordz.) Juz. in V.L.Komarov, Fl. URSS 20: 53 (1954).

subsp. nuchense (K.Koch) Rech.f., Bot. Arch. 42: 370 (1941). Cáucaso.
- Teucrium nuchense K.Koch, Linnaea 21: 704 (1849).

subsp. olympicum Rech.f., Bot. Arch. 42: 368 (1941). De Grecia.
subsp. pectinatum Rech.f., Bot. Arch. 42: 366 (1941). Francia e Italia.
subsp. pinnatifidum (Sennen) Rech.f., Bot. Arch. 42: 383 (1941). De España, Islas Baleares y sur de Francia.
- Teucrium pinnatifidum Sennen, Exsicc. (Pl. Esp.) 1927: 6168 (1928).

subsp. sinuatum (Celak.) Rech.f., Bot. Arch. 42: 378 (1941). De Turquía hasta el norte de Irán.
- Teucrium sinuatum Celak., Bot. Centralbl. 14: 218 (1883).

subsp. syspirense (K.Koch) Rech.f., Ann. Naturhist. Mus. Wien 51: 427 (1941).De Crimea y Turquía hasta el norte de Irán. 
- Teucrium syspirense K.Koch, Linnaea 21: 704 (1849).
- Teucrium pulchrius Juz., Bot. Mater. Gerb. Bot. Inst. Komarova Akad. Nauk S.S.S.R. 14: 22 (1951).
- Teucrium excelsum Juz. in V.L.Komarov, Fl. URSS 20: 505 (1954).

subsp. tauricola Rech.f., Bot. Arch. 42: 376 (1941). Del sur de Turquía y Siria.
subsp. trapezunticum Rech.f., Bot. Arch. 42: 369 (1941). De Turquía a Transcaucasia.
- Teucrium trapezunticum (Rech.f.) Juz. in V.L.Komarov, Fl. URSS 20: 54 (1954).[6]

## Nombres comunes
- Castellano: beltronica, beltrónica, betónica menor, camédreo, camedreos, camedrio, camedrios, camedro, carasquilla, carmesio, carrasquilla, carrasquilla macho verdadero, encinilla, encinillas, encinilla solitaria, germandria, germandrina, hierba del carmesio, pata de gallo, poliol ancho, roblecillo, sanguinaria, siete sangrías, trixago, yerba del carmesio.[7]